# Холмы (Псковская область)
Холмы —   обезлюдевшая  деревня в Усвятском районе Псковской области России. Входит в состав сельского поселения «Церковищенская волость».

## География
Находится на юге региона, в северо-западной части района, в лесной местности.
Уличная сеть не развита. 

## История
В соответствии с Законом Псковской области от 28 февраля 2005 года № 420-ОЗ  деревня Холмы вошла в состав образованного муниципального образования Церковищенская волость.

## Население
| 2001 | 2002 | 2010 |
| ---- | ---- | ---- |
| 3    | ↘0   | →0   |

## Инфраструктура
Было личное подсобное хозяйство.
Почтовое отделение, обслуживающее д. Холмы —  182583; расположено в волостном центре д. Церковище.

## Транспорт
Просёлочная дорога, мост.